# Инуити
Инуити (у преводу „истински људи”, Инуит (множина) и Инук (једнина)), је зависно од дефиниције, назив за источна племена ескимског народа, посебан ескимски народ или грану ескимске породице народа, у коју спадају народи који деле заједничку  културу и говоре језицима инуитске гране ескимских језика, а који живе у суровим климатским условима на обали Арктика: Сибира (Чукотка), Аљаске, Северозападних територија, Нунавута, Квебека (Нунавик), Лабрадора (Нунатсиавут) и Гренланда. Ове територије Инуити су населили пре око 4.000 година, ширећи се од Аљаске где су настали ка истоку, насељавајући велики део Арктика. Инуитски језици су део ескимско-алеутске породице. Инуитски знаковни језик је критично угрожени језички изолат који се користи у Нунавуту.

## Распрострањеност
Инуити живе широм већег дела Северне Канаде на територији Нунавут, Нунавик у северној трећини Квебека, Нунатсиавут и Нунатукавут у Лабрадору и у разним деловима северозападних територија, посебно око Арктичког океана, у региону предвиђеним Инувиалуитским споразумом. Изузев Нунатукавута, ове области су у инуитским језицима познате као Инуитски Нунангат. У Канади, чланци 25 и 35 Уставног закона из 1982. године класифицирају Инуите као посебну групу абориџинских Канађана који нису обухваћени ни Првим народима, нити Метисима.
Гренландски Инуити потомци су досељених носилаца Тулске културе из Канаде до 1100. године. Инуити Гренланда су дански држављани, иако нису држављани Европске уније. У Сједињеним Америчким Државама, у држави Аљасци, Инупијати традиционално насељавају Северозападни Арктички округ, на северним падинама Аљаске и острво Мали Диомед.
У Канади и Сједињеним Државама, термин „Еским” се некада користио за описивање Инуита, сибирских и аљаских Јупика, Инупијата, али и језички несродних Чукча. „Инуит” није прихваћен као термин за Јупике и Чукче; „Еским” је једини појам који обухвата све Јупике, Инупијате и Инуите. Од краја 20. века, међу староседиоцима Канаде и Гренландским Инуитима широко је распрострањено веровање да је „Еским” увредљив израз, а чешће се идентификују аутонимом „Инуити”.

## Подгрупе
На конференцији Инуита су дефинисани називи за поједине скупине Ескима: у Канади Инуити (источна Канада) и Инувијалуити (западна Канада), на Гренланду Калалити, на Аљасци Инупијати (северна и северозападна Аљаска) и Јупици (централна Аљаска и источни део полуострва Аљаска са околним острвима) и у Русији Јупици или Јуити. Јупици нису Инуити, па се као назив који обухвата обе групе користи Ескими. 

## Живот
Инуити живе на традиционалан начин. Они лове због хране и крзна, које продају, али је то веома тешко, јер је проблем доћи до савременог и традиционалног света, нарочито младим људима. Они традиционално граде привремена ловачка склоништа од блокова леда, названа игло.